# Octococcus africanus
Octococcus africanus är en insektsart som först beskrevs av Charles Kimberlin Brain 1915.  Octococcus africanus ingår i släktet Octococcus och familjen ullsköldlöss. Inga underarter finns listade i Catalogue of Life.